# Peter P. Schweger
Peter Paul Schweger (* 8. Februar 1935 in Mediasch, Rumänien; † 17. Juni 2022 in Hamburg) war ein deutsch-österreichischer Architekt sowie Mitgründer und Namensgeber der Architekturbüros Schweger associated architects, Schweger + Partner und Schweger Architekten GmbH.

## Leben

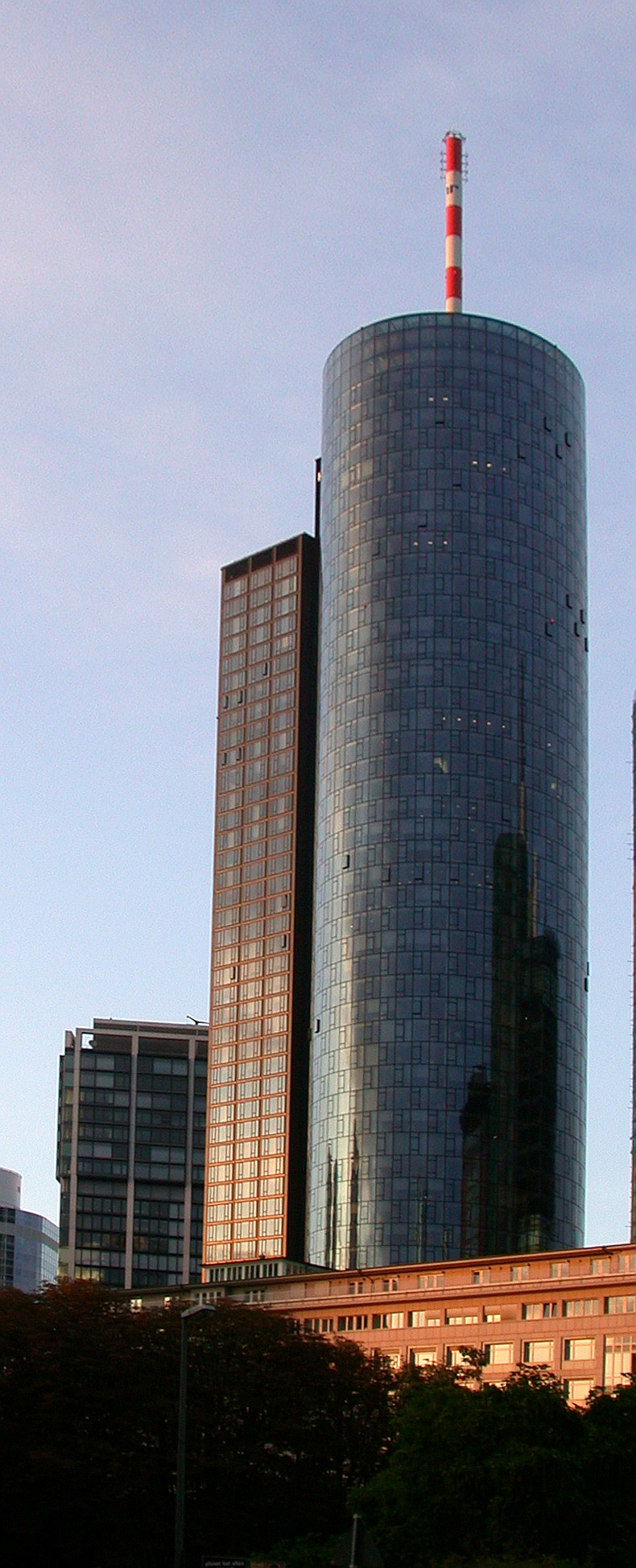
Main Tower

Schweger studierte an der Technischen Hochschule Budapest (heute: Technische und Wirtschaftswissenschaftliche Universität Budapest) und der Eidgenössischen Technischen Hochschule Zürich, an der er 1959 sein Diplom erreichte. Danach arbeitete er in verschiedenen Architekturbüros in Zürich und profilierte sich mit eigenen Wettbewerbsbeiträgen.
Nach einem erfolgreichen Gutachten für den Neubau der Fachhochschule Hamburg ging er als junger Architekt nach Hamburg und gründete 1964 eine Arbeitsgemeinschaft mit Heinz Graaf, einem erfahrenen Hamburger Architekten. 1968 ging hieraus eine Partnerschaft hervor, die sich unter verschiedenen Firmierungen und mit unterschiedlichen Partnern fortsetzte und heute unter Schweger Architekten bekannt ist.
Mehrere Lehraufträge führten ihn in den Jahren 1968 bis 1971 an die HfBK in Hamburg und an die Universität Hannover. Von 1972 bis 2000 hatte er die Professur am Lehrstuhl für Gebäudekunde und Entwerfen an der Universität Hannover inne.
Seit 1969 ist er Mitglied der Freien Akademie der Künste Hamburg, 1971 wurde er in den BDA Bund Deutscher Architekten berufen, 2009 erhielt er den Verdienstorden der Republik Ungarn, und 2010 wurde er mit dem Fritz-Schumacher-Preis ausgezeichnet.
Er war als Preisrichter und Vorsitzender bei einer Vielzahl von Architektenwettbewerben tätig, und zahlreiche Bauten und Projekte seiner Büros wurden mit Preisen ausgezeichnet. Beispielsweise wurde 2011 die Erweiterung des Sächsischen Hauptstaatsarchiv mit einem erstmals vergebenen und international ausgelobten Architekturpreis „Passivhaus“ ausgezeichnet, ebenfalls 2011 wurde der bereits 2001 fertiggestellte Main Tower als Bestandsgebäude nachträglich mit LEED Gold zertifiziert.
Peter P. Schweger lebte in Hamburg und betrieb mit mehreren Partnern das Büro Schweger Architekten GmbH. Am 17. Juni 2022 ist Peter P. Schweger im Alter von 87 Jahren gestorben.

## Wichtige Bauten

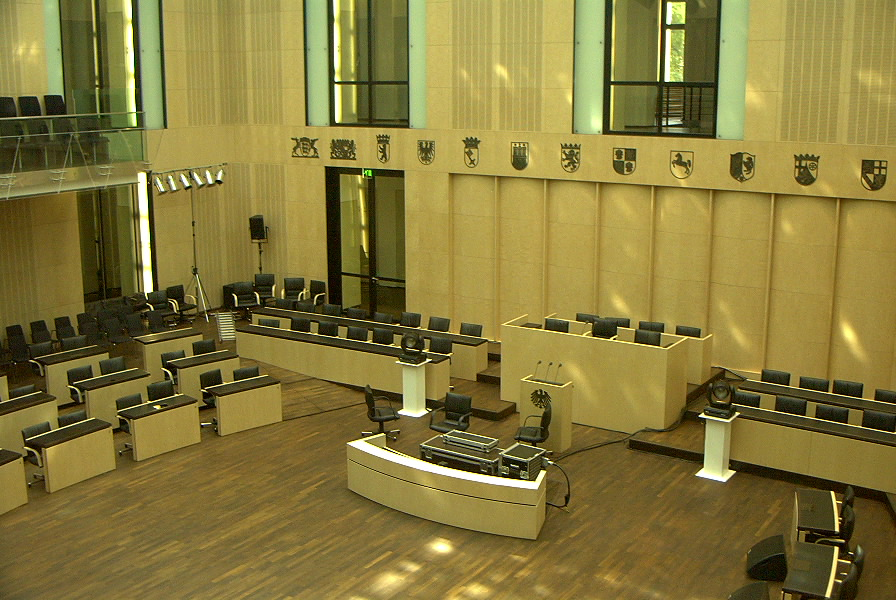
Plenarsaal des Bundesratsgebäudes in Berlin

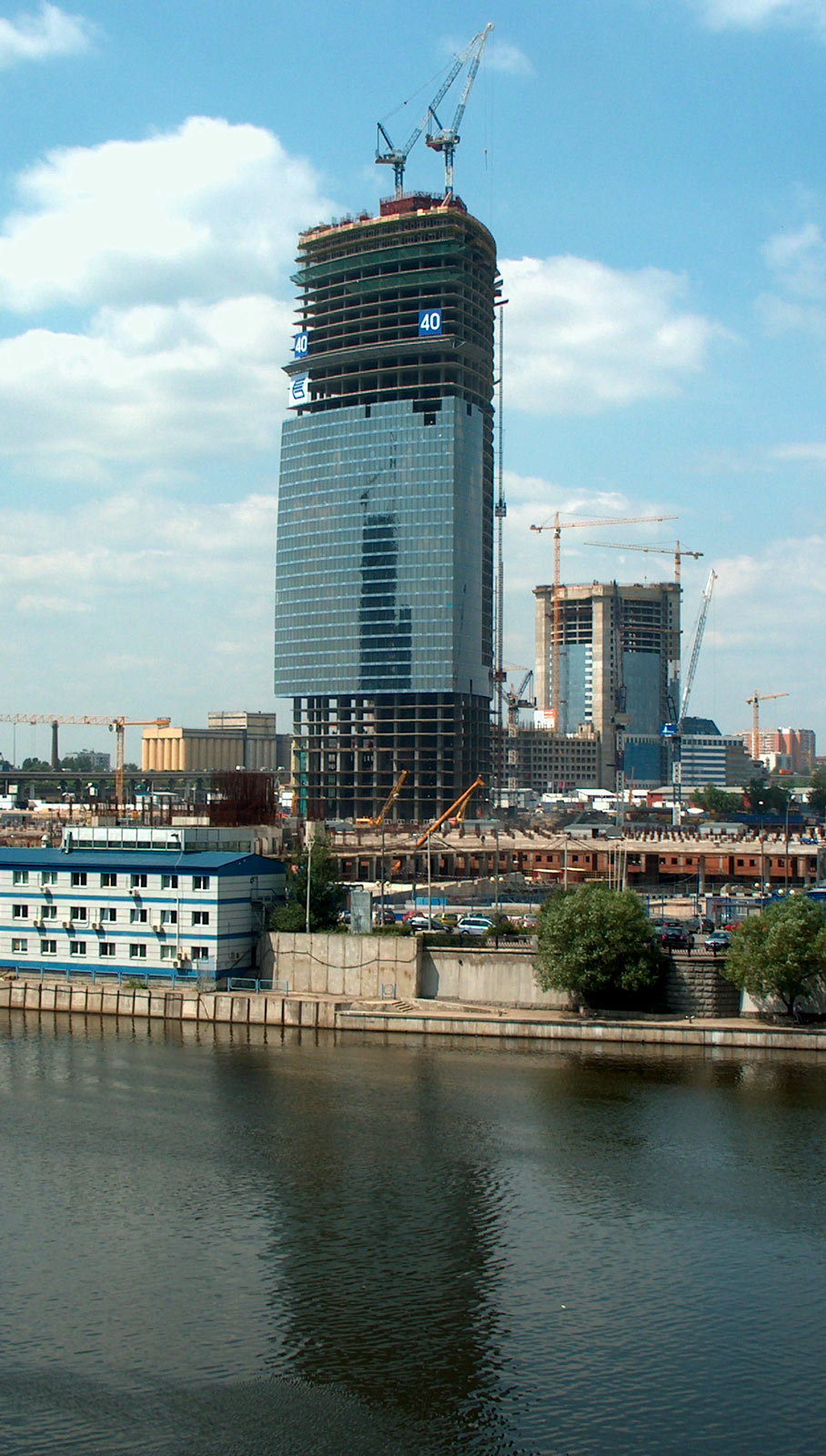
Turm B in Moskau am 28. Juni 2006

- 1967–1971: Ingenieurschule Hamburg-Bergedorf und zugehöriges Studentenwohnheim Billwiese (Graaf-Schweger)
- 1971–1974: Hauptverwaltung der Hamburg-Mannheimer Versicherung in der City Nord (Graaf-Schweger mit Friedrich Spengelin)
- 1973: Pavillon auf dem Gerhart-Hauptmann-Platz Hamburg (Graaf-Schweger; 2001 abgebrochen[7])
- 1976–1978: Umbau Kaufmannshaus, Hamburg, Große Bleichen (Graaf-Schweger)
- 1977–1979: Geschäftshaus und Gänsemarkt-Passage (Graaf-Schweger; 2022/23 abgebrochen)
- 1985–1989: Techniker Krankenkasse, Hamburg
- 1992–1993: Arbeitsamt Bremerhaven
- 1991–1994: Kunstmuseum Wolfsburg und Rathaus B, Wolfsburg
- 1994–2000: ZKM Zentrum für Kunst und Medientechnologie, Karlsruhe (in Zusammenarbeit mit Landschaftsarchitekt Dieter Kienast)
- 1995–1997: Center Court DTB Rothenbaum, Hamburg
- 1996–2001: Sanierung und Umbau des ehemaligen Preußischen Herrenhauses als Bundesratsgebäude für den Bundesrat
- 1996–2000: A + T Hochhaus Park Kolonnaden am Potsdamer Platz, Berlin
- 1996–1998: Haus der Deutschen Bauindustrie, Berlin
- 1996–1999: Haus der Deutschen Wirtschaft, Berlin
- 1996–1998: Kaufmännische Krankenkasse, Hannover
- 1996–2001 Main Tower, Landesbank Hessen-Thüringen, Frankfurt am Main
- 1997–1998: NL Nord GB Netz Deutsche Bahn AG, Hannover
- 1998–2001 Oberbaum City „NARVA“, Berlin
- 1998–1999: Hamburg-Mannheimer Versicherung Hauptverwaltung, Hamburg
- 1998–2001: Verlagshaus Langenscheidt, München
- 1999: Masterplan Hafencity Hamburg (mit Kees Christiaanse/Astoc)
- 1999–2002: Jakob-Kaiser-Haus 1 + 2 Bundestag, Berlin
- 1999–2002: LVA Landesversicherungsanstalt, Hamburg
- 2001–2003: Turmhaus Lennéstrasse 7, Berlin
- 2001–2004: Neubau NDR Hörfunk, Hamburg
- 2004–2013: Federation Towers, Federazija-Wolkenkratzer, Moskau (mit Sergei Tchoban)
- 2004–2008: Revitalisierung BMW Hochhaus Areal (4-Zylinder), München
- 2006–2009: Bundesministerium für Familie, Senioren, Frauen und Jugend, Berlin
- 2006–2012: Collegium Hungaricum, Berlin
- 2006–2011: Sächsisches Hauptstaatsarchiv, Dresden
- 2008–2013: Dubai Pearl, Dubai
- 2011–2015: Erweiterung Dienstgebäude der Regierung Oberbayern, München
- 2011–2016: Areal West, Hamburg
- 2012–2015: Fassadensanierung Bettenhochhaus Charité, Berlin
- 2013–2017: Erweiterung Landesregierung Oberbayern, München
- 2015–2017: Sanierung eines denkmalgeschützten Parkhauses der BMW AG, München